# Bartolomé Herrera
Pour les articles homonymes, voir Herrera.
Bartolomé Herrera, (Lima, 24 août 1808 – Arequipa, 10 août 1864), fut un philosophe politique conservateur, à forte tendance ultramontaine et antilibérale, penseur et personnage important du clergé péruvien du XIXe siècle.

## Biographie
Orphelin à cinq ans, en 1813 il débuta sa formation intellectuelle sous la direction de Luis Vélez, son oncle maternel. En février 1823, il entra au Real Convictorio de San Carlos. Ses aptitudes religieuses étant latentes, ce fut le propre recteur du Convictorio, Manuel José Pedemonte, qui l'orienta vers le sacerdoce. Dans un premier temps, il se laissa tenter par les doctrines républicaines et le régalisme, remettant même en cause le primat du Pape. Pourtant, impressionné par la lecture du comte Joseph de Maistre et la pensée réactionnaire en général, il adhère à l'ultramontanisme. Il sera marqué par la pensée de la Restauration française, en particulier par l'historien politique François Guizot, de même que les doctrinaires espagnols de l'époque d'Isabelle II, particulièrement Juan Donoso Cortés.
En 1839, Bartolomé Herrera fut nommé directeur de la Bibliothèque nationale du Pérou, et un an plus tard devint curé de Lurín, au sud de Lima. En 1842, il assista comme Recteur à l'inventaire des livres de la bibliothèque du Convictorio de San Carlos effectuée lors de la visite de Manuel Ascencio Cuadros. C'est cette année qu'il prononça son fameux Sermon d'action de grâces pour l'anniversaire de l'indépendance, manifeste ultramontain empreint du providentialisme de Bossuet, et qui marque une rupture de sa pensée politique. Durant ces années, il prit part à la Commission chargée de vérifier les entrées de nouveaux livres à la bibliothèque nationale, alors dirigée par le curé libéral Francisco de Paulo Gonzáles Vigil, et fut enseignant à l'université nationale de San Marcos. Il y introduit les manuels du krausisme allemand, qu'il traduisit lui-même du français. 
Parmi ses idées politiques, il postula qu'un petit groupe devait diriger la nation, faisant prévaloir la « souveraineté de l'intelligence » inspirée par la philosophie française de la Restauration contre la « souveraineté populaire » jacobine des libéraux (le père Luna Pizarro et José Gálvez).
Sa carrière politique débuta par son élection comme député de Lima, en 1849. Il fut président de la Chambre des Députés, et en 1851 assuma la Direction générale de l'Instruction, créée par le président José Rufino Echenique. En 1852 il voyagea en Europe et rencontra les principaux penseurs réactionnaires de l'époque. Il connut Juan Donoso à Paris, et travailla comme chapelain du pape. Par la suite, il se chargea des ministères de la Justice et de l'Instruction publique, du Gouvernement et des Relations extérieures. Il souscrivit à la convention fluviale Pérou-Brésil de 1858 par laquelle l'empereur régnant du Brésil reconnut aux navires péruviens le droit de libre-circulation sur l'Amazone.
Désigné évêque d'Arequipa, il prit possession de son siège épiscopal le 6 janvier 1861. Il mourut en 1864. Son œuvre a été réinterprétée récemment par l'historien Ricardo Cubas, le théoricien politique Eduardo Hernando Nieto et les philosophes péruviens Roberto Katayama et Víctor Samuel Rivera.

## Sources
- Textes en ligne: La Pensée réactionnaire de Bartolomé Herrera [ES] par Víctor Samuel Rivera